# 景美溪

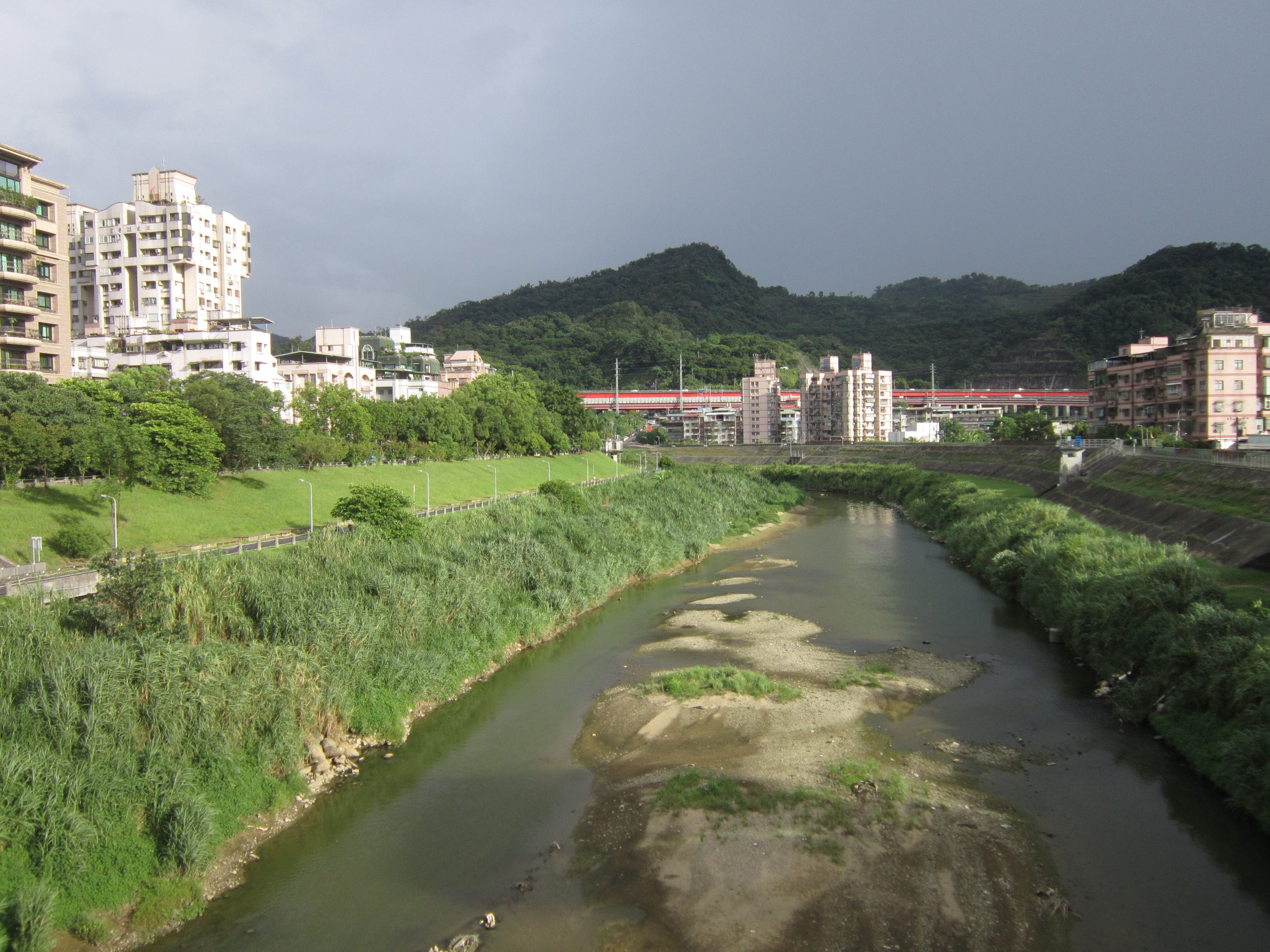
位於新店寶橋段的景美溪。

景美溪（台語：Kíng-bé-khue），舊名霧裡薛溪、景尾溪、梘尾溪。是一條位於台灣北部的河流，為新店溪之支流，流域面積有113.72平方公里，全長約28公里。主流上源為永定溪，發源於台灣雪山山脈北端尾稜二格山系的火燒寮山，先往北流後經過永定橋縣道106號後改往西走，之後到雙溪口再與支流石碇溪匯流後始稱為景美溪，最後在景美萬盛（溪仔口）匯入新店溪。
景美溪上游坡度較陡，河流向下侵蝕，將上游搬運下來的許多大小岩石堆積在河床上，「石碇」因此得名。再往下游，河床兩岸形成陡直崖面，坑谷深陷，因此有「深坑」之地名。深坑以下，坡度驟緩，加上兩側山勢阻擋，發育成曲流及壺穴等地形景觀，也因沉積作用造成了河谷平原和河階地形，發展出木柵、景美等帶狀聚落。
在台灣北部早期發展歷史中，先民可從淡水搭船，沿著新店溪一路轉進景美溪與深坑、石碇等地居民進行茶、煤、染料等交易，例如往昔楓子林曾經是景美溪航運的終點碼頭。但近年來都市開發快速，景美溪沿岸多已築堤、靠近大台北市區的河床幾乎都渠道化，兩側山地也多蓋起大樓造成溪中土石淤積嚴重，其自然風貌已不落往常。

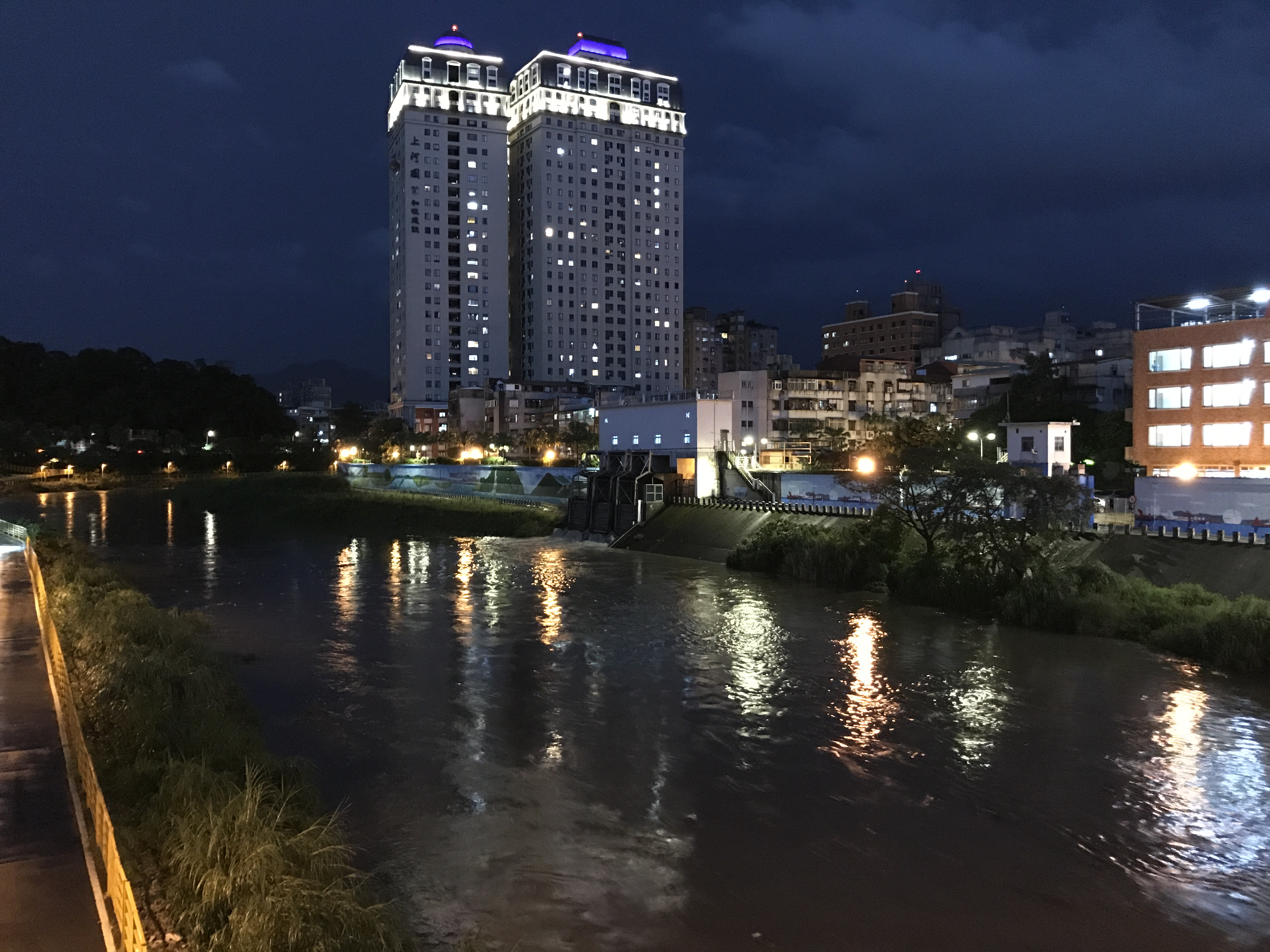
景美溪的夜景（在景美橋上拍攝）

## 景美溪主要支流

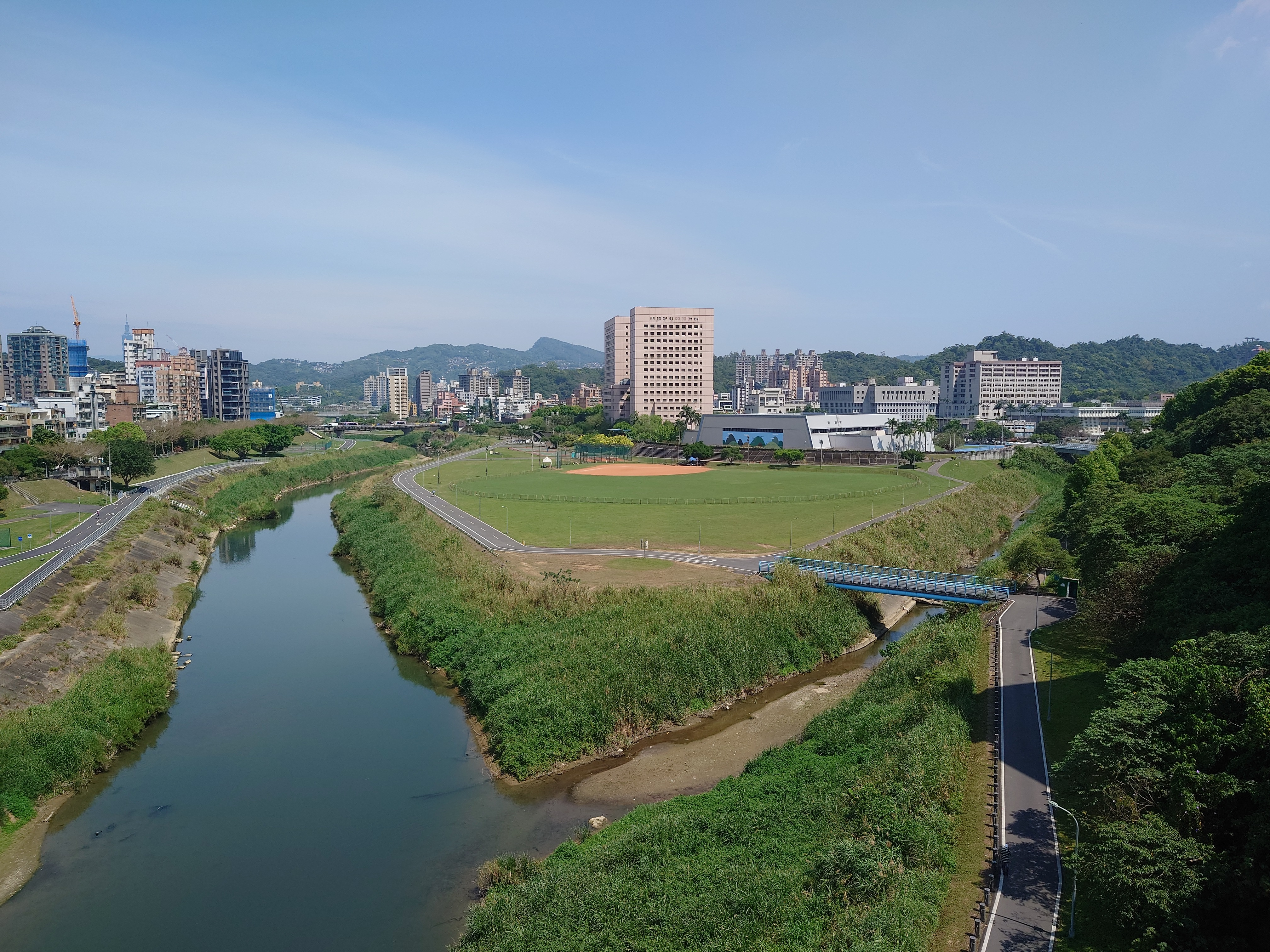
指南溪與景美溪匯流口，後方為國立政治大學校區

以下列出新店溪水系主要支流，標示黑體字為主流河道：
- 景美溪：新北市、台北市 - 28.1公里
  - 阿泉坑溪：台北市文山區
  - 待老坑溪：台北市文山區
  - 指南溪：台北市文山區
    - 小坑溪
    - 大坑溪

  - 大坑外股溪：新北市深坑區[6]
  - 公館後溪：新北市深坑區[6]
  - 炮子崙溪：新北市深坑區[6]
    - 老公阿溪[6]

  - 新光橋溪：新北市深坑區[6]
  - 阿柔坑溪：新北市深坑區[6]
  - 昇高溪：新北市深坑區[6]
  - 南深溪：新北市深坑區[6]
  - 賴仲坑溪：新北市深坑區[6]
  - 烏月溪：新北市深坑區[6]
  - 烏月北溪：新北市深坑區[6]
  - 土庫尖溪：新北市深坑區[6]
  - 紅葉溪：新北市深坑區[6]
  - 松柏溪：新北市深坑區[6]
  - 楓子林溪：新北市深坑區、石碇區[6]
  - 土庫溪：新北市深坑區、石碇區[6]
  - 石碇溪：新北市石碇區
    - 崩山溪
    - 烏塗溪

  - 永定溪：新北市石碇區
    - 大溪墘溪
    - 藤寮坑溪

## 水上休憩活動計畫
2009年台北市政府爭取水利署補助，規劃在景美溪恆光橋旁設置攔河堰及碼頭，推動獨木舟、天鵝船等水上休憩活動，國立政治大學即將建置完成水岸電梯親水觀光，呼應景美溪的環境營造。水利署已同意投入1.2億元在景美溪的恆光橋旁設置攔河堰，且分別在木柵動物園、政大、萬壽橋與恆光橋興建碼頭，由市政府進行河川的環境營造，原本預計2010年動工，將是台北市首座利用人工建造發展水域遊憩的工程，但目前此計畫已經暫時擱置。